# Cuddalore (huyện)
Huyện Cuddalore là một huyện thuộc bang Tamil Nadu, Ấn Độ. Thủ phủ huyện Cuddalore đóng ở Cuddalore. Huyện Cuddalore có diện tích 3999 ki lô mét vuông. Đến thời điểm năm 2001, huyện Cuddalore có dân số 2280530 người.